# Ludwig zu Salm
Ludwig zu Salm, auch Ludwig von Salm-Neufville (* 1618; † 1636), war ein deutscher Reichsfürst, ein Wild- und Rheingraf und der 2. Fürst zu Salm aus der altfürstlichen Linie Salm-Dhaun-Neufville des Adelsgeschlechtes Salm.

## Leben
Ludwig war der erstgeborene Sohn des Fürsten Philipp Otto zu Salm und dessen Gattin Christiane von Croÿ-Aarschot (ca. 1591–1664), einer Tochter des Marquis d’Havré, Charles Philippe von Croÿ (1549–1613), und Enkelin des ersten Herzogs von Aarschot, Philippe II. de Croÿ. Die Patenschaft für den Jungen übernahm
der französische König Ludwig XIII., in dessen Armee Ludwigs Vater Philipp Otto damals als Generalleutnant tätig war. Wie der Vater, der 1623 für seine militärischen Verdienste und zum Zwecke engerer Bindung an das Haus Habsburg in den Reichsfürstenstand erhoben worden war, beschritt Ludwig eine Offizierskarriere. Zunächst diente er dem spanischen König Philipp III., dann in der Kaiserlichen Armee Ferdinands II., wo er den Rang eines Mestre de camp erklomm. 1634 trat Ludwig als 2. Fürst zu Salm die Erbfolge an. Als 18-jähriger Rittmeister eines Regiments unter dem Kommando von Ottavio Piccolomini zog er sich 1636 bei der Stadt Saint-Omer im Französisch-Spanischen Krieg bzw. im Dreißigjährigen Krieg schwere Verwundungen zu, denen er bald darauf erlag. Nachfolger Ludwigs, der keine Kinder hinterließ, wurde sein jüngerer Bruder Leopold.